# Йонасвальде
Йонасвальде (нім. Jonaswalde) — громада в Німеччині, розташована в землі Тюрингія. Входить до складу району Альтенбургер-Ланд. Складова частина об'єднання громад Оберес-Шпроттенталь.
Площа — 6,65 км2. Населення становить 317 ос. (станом на 31 грудня 2021).

## Галерея

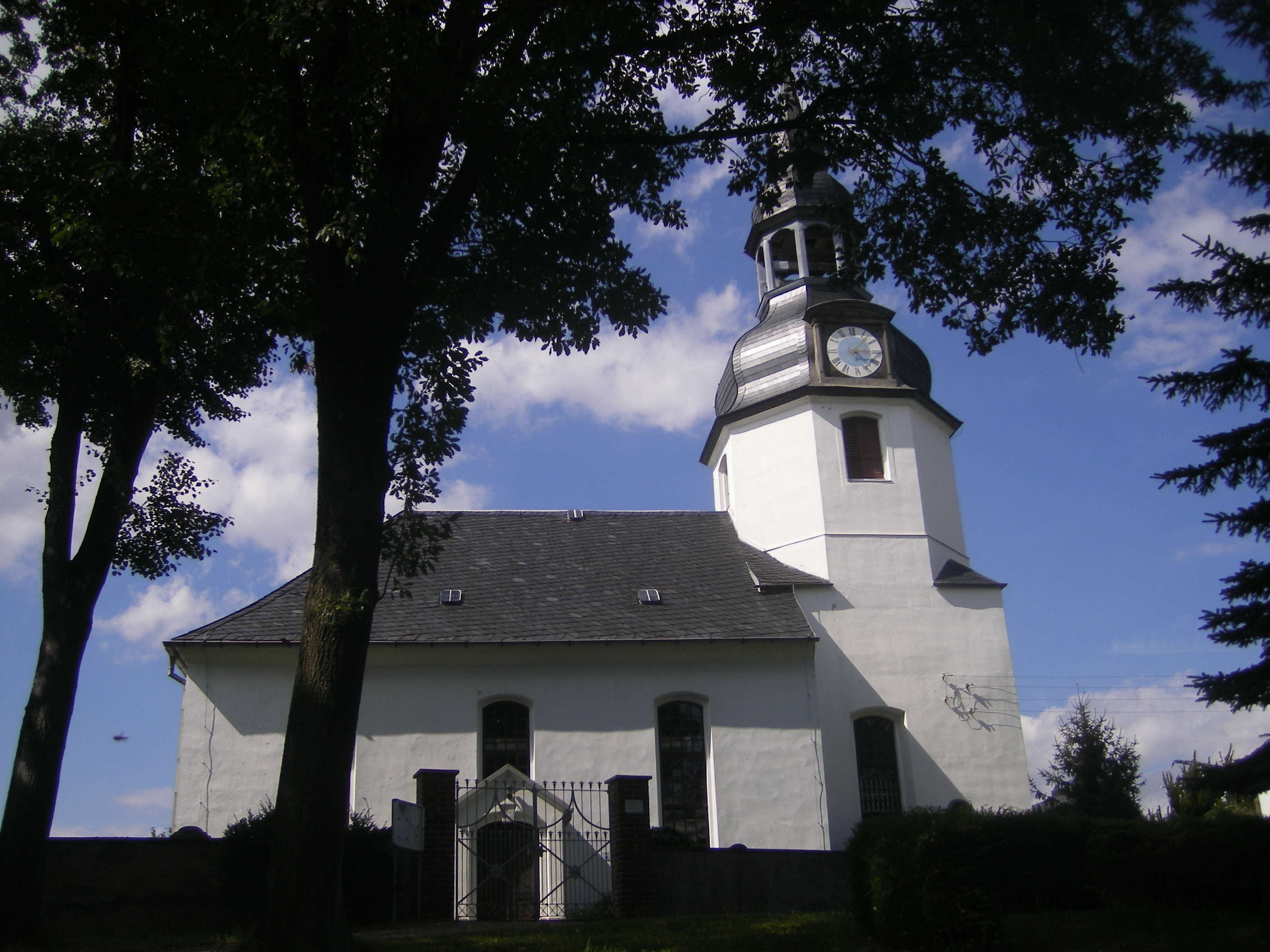
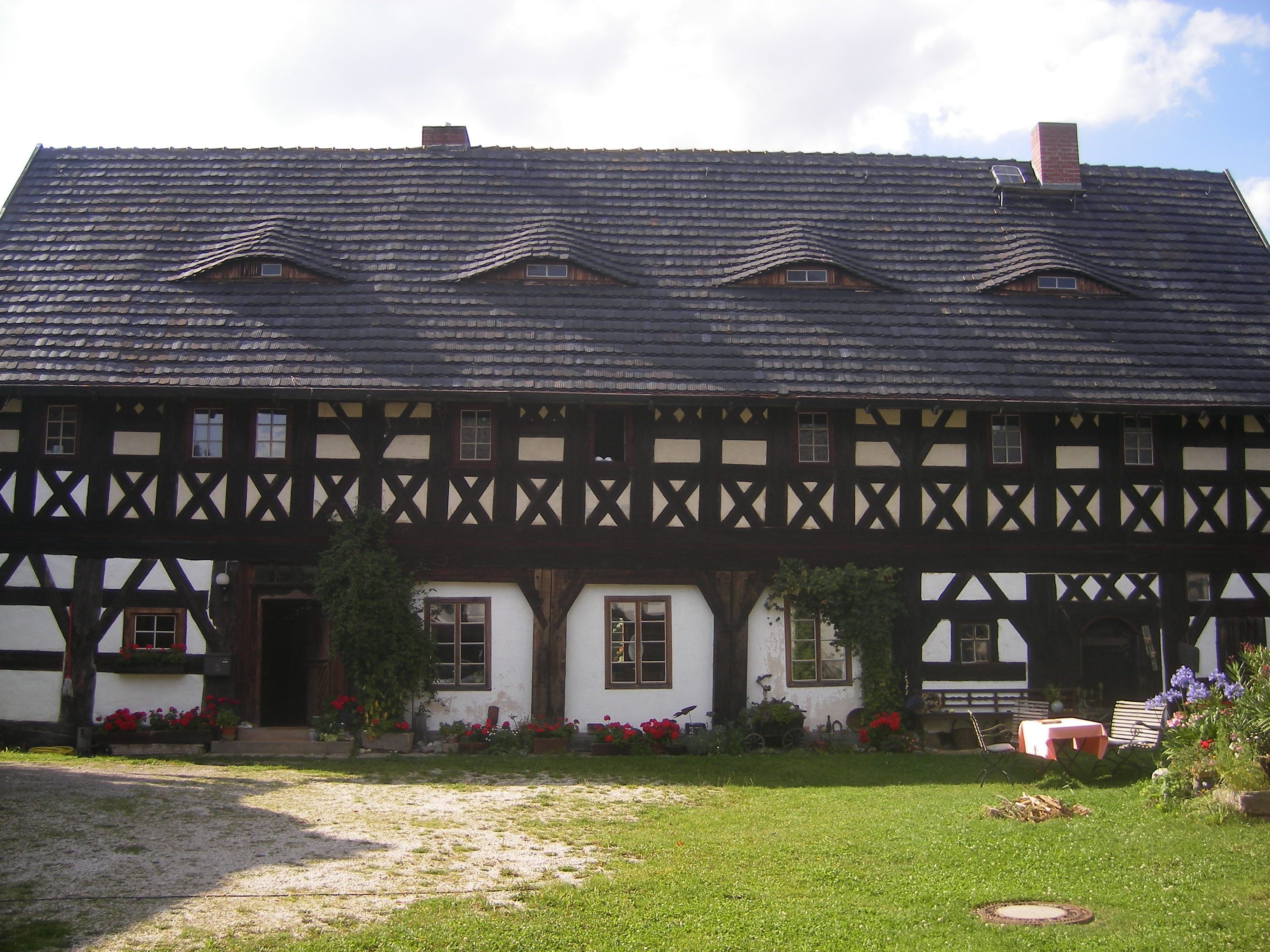